# レジャーニューズ
レジャーニューズは、中日新聞社の関連会社であった社団法人名古屋タイムズ社から、かつて発行されていた日本のスポーツ新聞。毎週月曜日と木曜日の週2回発行。1963年4月創刊、2008年10月休刊。

## 概要
1963年（昭和38年）4月12日、「レジャータイムズ」の題号で創刊。日本プロ野球やMLBなどのスポーツの話題から、プロレス・ボクシングなどの格闘技のニュースに、芸能人の裏情報を掲載（いずれもその多くは飛ばし）。また、日本各地の風俗店情報や中央競馬、公営競技及びパチンコ・パチスロなどのギャンブル情報なども掲載した。
発行は名古屋タイムズ社だが、中京圏に限らず日本全国で発売。広告は東名阪の風俗店関係が多く出ていた。
日本全国の駅売店、コンビニエンスストアで販売。名古屋タイムズ系だが、中日新聞（東京新聞）の販売店では取り扱わなかった。なお名古屋市内の一部駅売店においては、上記発行日より1日前の、日曜日と水曜日に最新号が入手可能であった。

### 退潮
2000年代に入ると、インターネットの普及により広告収入が大きく減少。特に性風俗分野では『シティヘブン』『ヘブンネット』を運営する地元発祥企業ジーノットが急成長し、40年以上の歴史を誇った本紙も煽りを受ける。名古屋タイムズ社の完全子会社で通常の株式会社の形式を採っていた名古屋タイムズ印刷が創価学会機関紙聖教新聞の印刷を受注するなどして資金繰りを確保し、何とか発行を続けていた。
2007年（平成19年）、プロレス専門週刊紙『週刊ファイト』『週刊ゴング』の休刊を受けて、プロレス報道の強化に乗り出した。著名なプロレスライター及びプロレス関係者が執筆するコラムをさらに増やし、また同じく2007年には競合紙東京スポーツが制定するプロレス大賞に対抗して「レジャーニューズ・プロレスアワード」を創設した。
2008年5月1日号より文字の大型化を実施。同時にキャッチコピーを「躍進する新感覚の娯楽紙（シティーペーパー）」から「本音と遊び心満載の活字爆弾」に改めた。

しかしそこへリーマン・ショックによる不景気が直撃。名古屋本社で行っていた聖教新聞の印刷も中日新聞社直系の中日高速オフセット印刷へ切り替えられることになり、本紙・名タイともに存続が厳しい状況に追い込まれた。

### 名古屋タイムズと同時に廃刊
名古屋タイムズ社では公式Webサイト及び2008年10月6日付け名タイ1面に社告「休刊のお知らせ」を掲載。本紙は同年10月30日に発行の紙齢第4611号（2008年11月4日号）を「最終号」として休刊（事実上の廃刊）となった。また母体の名古屋タイムズも同日に発行された紙齢20834号をもって休刊となった。
最終号の1面はアントニオ猪木が当紙休刊に対し『歴史は終わらない。魂あるものは復活する』とコメントし、中面では全国の読者からの休刊を惜しむメッセージ特集や、数名のプロレス関係者からのコメント、昭和時代のプロレスをテーマとした記者座談会も掲載された。

その後、版元の社団法人名古屋タイムズ社は折から公益法人制度改革の一環として進められていた一般社団法人への移行を行わず、2009年（平成21年）3月31日付で解散した。

## コラム執筆者
プロレス関連
- 菊池孝（『プロレス正眼斜眼』）
- 三遊亭楽太郎（『プロレスおやじ倶楽部』）
- ターザン山本（『必殺パンチ』『大往生コラム』）
- フランク井上（『取材メモの裏側　～醜聞の真相・面白秘話～』）
- 門馬忠雄（『各駅停車リング旅』）
- 安田拡了（『日本プロレス暗躍史』）
- 山本小鉄（『天下御免!　豪快・痛快レスラー伝』）

（注）「プロレスおやじ倶楽部」は、古くからのプロレス関係者やオールドファンが、それぞれの立場からプロレスの将来を考察するコンセプトのコラム。主筆的な存在の三遊亭楽太郎を中心に、リレー形式で関係者が参加。これまでの参加者はアニマル浜口、天龍源一郎、大仁田厚、若林健治。
プロレス関連以外
- 村西とおる（『ズドンと1発』）
- 高信太郎（『コーシンの天声マン語』）
- 梅田香子（『大リーグ足報』）

※ このほか、過去には井上義啓・大仁田厚らが連載コラムを執筆。また、連載漫画を田代タメカン（『田代タメカンの必殺まんが固め』）、土屋慎吾らが執筆、河口仁がやはり連載でイラストエッセイを執筆した。

## レジャーニューズ・プロレスアワード
2007年、前述したプロレス報道強化に係る目玉として、プロレスの振興及び人気の高揚を図るべく創設したもの。ただし主催者のレジャーニューズ本体が2008年10月で休刊となった。2007年については同年12月19日に、通年を対象とした選考委員会が行われ、各賞が決定した（なお、これより前の同年半ばに、2007年上半期を対象としたプレアワードが紙上のみで発表されている）。
選考委員には前項のコラム執筆者のうち、菊池孝・三遊亭楽太郎・ターザン山本・フランク井上・門馬忠雄・山本小鉄が参加、これにレジャーニューズのスタッフ5名が加わる形で審査が行われた。
なお各賞の授与は翌2008年に各人個別で行われ、紙上では延べ半年にわたって、賞授与の傍ら受賞者1組ずつにインタビューを行う企画を不定期で掲載した。　

### 受賞者（2007年）
2007年12月28日号で発表された各賞は以下のとおり。
- 『グランプリ（大賞＝最優秀選手）』　小橋建太（ノア）
- 『ベストマッチ賞（年間最高試合）』　カート・アングルｖｓブロック・レスナー（6・29両国国技館 IGF旗揚げ戦）
- 『ベストタッグ賞（最優秀コンビ）』　ディック東郷（FEC）＆TAKAみちのく（K-DOJO）
- 『エクセレント賞（殊勲）』　棚橋弘至（新日本）・森嶋猛（ノア）
- 『スピリット賞（敢闘）』　田中将斗（ZERO1-MAX）
- 『テクニカル賞（技能）』　ミラノコレクションA.T.
- 『ニューウェーブ賞（新鋭）』　鷹木信悟（DRAGON GATE）・飯伏幸太（DDT）
- 『フェアファイト賞（好感度№1）』　関本大介（大日本）
- 『ワーストヒール賞（最凶悪玉）』　真壁刀義（新日本）
- 『山本小鉄賞』　真壁刀義（新日本）
- 『三遊亭楽太郎賞』　ウルティモ・ドラゴン（闘龍門メキシコ）

## 発行所
- 愛知県名古屋市中区丸の内1丁目3番10号 名古屋タイムズ社内

東京支社
- 東京都中央区銀座8丁目12-5 峯田ビル内

※ なお紙面上での発行所の名義は、それぞれ「レジャーニューズ名古屋本社」「レジャーニューズ東京本社」となっている。